# 入善小太郎
入善 小太郎（にゅうぜん こたろう、1164年（長寛2年）- 1221年）は、平安時代から鎌倉時代の武将。
宮崎太郎長康の嫡男。越中国宮崎城主、舟見城主。

## 生涯
宮崎太郎長康の嫡男として誕生。
1183年（寿永2年）4月27日、燧城の戦いで初陣。5月11日、倶利伽羅峠の戦い。6月1日、篠原の戦い。平家方の侍大将である高橋景綱と戦い、叔父の南保家隆と首を挙げた恩賞争いが長門本『平家物語』や『源平盛衰記』に記されている。
1185年（寿永5年）3月、壇ノ浦の戦いで平家が滅亡し、同年9月に父の長康が匿っていた北陸宮（後白河法皇の孫）の従者として上洛を果たした。
1186年（文治2年）、父の長康と弟の小次郎が新領地となる信濃国黒田村（現・長野県飯田市黒田）に赴任したことで家督を相続する。
1221年（承久3年）の承久の変に際しては、後鳥羽上皇方北陸軍の大将として「入善小太郎の嫡男宮崎左衛門尉定範」の名が『吾妻鏡』に見える。親不知の戦いで宮崎定範は北条朝時率いる幕府軍に敗れた。幕府軍はその余勢で宮崎城に攻めかかり、宮崎城を落城させた。入善小太郎も敗死した。享年57。

## 人物
- 小兵と長門本『平家物語』にある。